# Petalidium bracteatum
Petalidium bracteatum är en akantusväxtart som beskrevs av Anna Amelia Obermeyer. Petalidium bracteatum ingår i släktet Petalidium och familjen akantusväxter. Inga underarter finns listade i Catalogue of Life.